# Meldeschein
Der Meldeschein ist ein kurzes Formular, das in der Hotellerie dazu verwendet wird, persönliche Angaben eines Gastes zu erfassen. Ausgefüllt werden diese Bögen bei der Ankunft des Gastes im Hotel, noch bevor der Zimmerschlüssel ausgehändigt wird.

## Erfordernis des Meldescheins
Das Ausfüllen eines Meldescheins ist nicht in allen Beherbergungsbetrieben eine übliche Geschäftspraxis. Ob ein Meldeschein vorgeschrieben ist oder nicht, ist in den Meldegesetzen der Bundesländer gesetzlich normiert. Je nach Bundesland sind Meldescheine ab einer bestimmten Aufenthaltsdauer vorgeschrieben; bei längeren Aufenthalten (z. B. in Berlin über zwei Monate) muss der Gast sich bei der Meldebehörde direkt anmelden.
Alle anreisenden Gäste müssen dann einen solchen Schein handschriftlich ausfüllen und unterschreiben. Soll eine Kopie des Reisepasses oder des Personalausweises angefertigt werden, muss der Gast dieser Kopie zustimmen. Dies dient beispielsweise dem Zweck, eventuelle zivilrechtliche Ansprüche zu sichern.
Mit Verabschiedung des Bürokratieentlastungsgesetzes III wurde zum 1. Januar 2020 optional ein digitales elektronisches Meldeverfahren (digitaler Meldeschein) eingeführt, bei dem die eigenhändige Unterschrift durch andere sichere Verfahren ersetzt wird.
Durch das Bürokratieentlastungsgesetz IV ist die Meldepflicht in Beherbergungsstätten für deutsche Staatsbürger zum 1. Januar 2025 entfallen. Damit fällt die Pflicht zum Ausfüllen des Meldescheins weg. Für Ausländer gilt sie jedoch weiterhin.

## Zu erfassende Daten
Der Umfang der erhobenen Daten steht im Ermessen des Beherbergungsbetriebes. Da in vielen Städten Hotels und Pensionen von Gesetz wegen angehalten sind, Auskunft über die Herkunft ihrer Gäste zu statistischen Zwecken der Fremdenverkehrswerbung zu übermitteln (zum Beispiel an das Statistische Landesamt) ist die korrekte Angabe der Herkunft wichtig. Ein Versäumnis der Statistikabgabe kann zu Bußgeldern führen. Folgende Angaben sind gesetzlich vorgeschrieben: Vor- und Familienname, Geburtsdatum, Staatsangehörigkeit, Anschrift, Zeitpunkt der Anreise sowie zusätzlich bei Personen, welche nicht in Deutschland wohnhaft sind, die Ausweisnummer.